# Romulea sulphurea
Romulea sulphurea är en irisväxtart som beskrevs av Augusto Béguinot. Romulea sulphurea ingår i släktet Romulea och familjen irisväxter. Inga underarter finns listade i Catalogue of Life.